# Anaxibia nigricauda
Anaxibia nigricauda är en spindelart som först beskrevs av Simon 1905.  Anaxibia nigricauda ingår i släktet Anaxibia och familjen kardarspindlar.
Artens utbredningsområde är Sri Lanka. Inga underarter finns listade i Catalogue of Life.